# Ferrari F2004
El Ferrari F2004 fue un monoplaza con el que la Scuderia Ferrari compitió en la temporada 2004 de Fórmula 1. Fue diseñado por Rory Byrne, Ross Brawn y Aldo Costa. En gran medida sobre el F2003-GA del anterior campeonato, el F2004 continuó la racha de éxito del equipo había disfrutado desde 1999, ganando el sexto Campeonato de Constructores y el quinto Campeonato de Pilotos consecutivo.

## Descripción
El coche se basa en los principios de diseño del F2002, pero aún más mejorado. Por ejemplo, los tubos de escape eran más pequeños y estaban colocados cerca de la línea central del monoplaza, el alerón trasero se amplió y la suspensión trasera fue rediseñada para ser más cuidadosa con sus neumáticos, un problema importante en el F2003-GA. El motor fue diseñado para durar un fin de semana completo, conforme con los nuevos reglamentos técnicos de la FIA para la temporada. La caja de cambios también tuvo que ser rediseñada para ser más duradera.
El coche fue tan exitoso como el F2002, ganando 13 de 18 carreras y anotando 12 pole positions, incluidos los registros de muchas de las mejores vueltas rápidas dadas por un monoplaza de Fórmula 1 en varios circuitos del campeonato que siguen sin mejorarse en la actualidad. En 2004, Michael Schumacher se convirtió en el único piloto con 7 títulos de campeón del mundo y Ferrari fue el claro ganador en el campeonato de constructores.
Después de la temporada 2004, el monoplaza fue desarrollado como un banco de pruebas para el año 2005 y utilizado en las dos primeras carreras. A pesar de subir al podio en el Gran Premio de Australia de 2005, el coche fue retirado para dar paso a su sucesor, el F2005, en el 2005 Gran Premio de Baréin.
En total, el coche obtuvo 272 puntos de campeonato en su carrera, pero su campeonato en el año 2004 también marcó el fin de la racha ganadora en el Mundial de Constructores, a partir de la temporada de Fórmula 1 1999.

## Resultados

### Fórmula 1
(Clave) (negrita indica pole position) (cursiva indica vuelta rápida)

| Año     | Chasis | Motor       | Neu. | N.º | Pilotos            | 1   | 2   | 3   | 4   | 5   | 6   | 7   | 8   | 9   | 10  | 11  | 12  | 13  | 14  | 15  | 16  | 17  | 18  | 19  | Puntos | Pos. |
| ------- | ------ | ----------- | ---- | --- | ------------------ | --- | --- | --- | --- | --- | --- | --- | --- | --- | --- | --- | --- | --- | --- | --- | --- | --- | --- | --- | ------ | ---- |
| 2004    | F2004  | 053 3.0 V10 | B    |     |                    | AUS | MYS | BHR | SMR | ESP | MON | EUR | CAN | USA | FRA | GBR | GER | HUN | BEL | ITA | CHN | JPN | BRA |     | 262    | 1.º  |
| 2004    | F2004  | 053 3.0 V10 | B    | 1   | Michael Schumacher | 1   | 1   | 1   | 1   | 1   | Ret | 1   | 1   | 1   | 1   | 1   | 1   | 1   | 2   | 2   | 12  | 1   | 7   |     | 262    | 1.º  |
| 2004    | F2004  | 053 3.0 V10 | B    | 2   | Rubens Barrichello | 2   | 4   | 2   | 6   | 2   | 3   | 2   | 2   | 2   | 3   | 3   | 12  | 2   | 3   | 1   | 1   | Ret | 3   |     | 262    | 1.º  |
| 2005    | F2004M | 053 3.0 V10 | B    |     |                    | AUS | MYS | BHR | SMR | ESP | MON | EUR | CAN | USA | FRA | GBR | GER | HUN | TUR | ITA | BEL | BRA | JPN | CHN | 100*   | 3.º  |
| 2005    | F2004M | 053 3.0 V10 | B    | 1   | Michael Schumacher | Ret | 7   |     |     |     |     |     |     |     |     |     |     |     |     |     |     |     |     |     | 100*   | 3.º  |
| 2005    | F2004M | 053 3.0 V10 | B    | 2   | Rubens Barrichello | 2   | Ret |     |     |     |     |     |     |     |     |     |     |     |     |     |     |     |     |     | 100*   | 3.º  |
| Fuente: |        |             |      |     |                    |     |     |     |     |     |     |     |     |     |     |     |     |     |     |     |     |     |     |     |        |      |

- * Incluye puntos obtenidos por el Ferrari F2005.